# Грузинський Дмитро Юлонович
Ясновельможний князь Дмитро Юлонович Грузинський (нар. 11 квітня 1803 — пом. 14 січня 1845, Санкт-Петербург) — грузинський князь з царської династії Багратіонів.

## Біографія
Третій (молодший) син царевича Юлона Іраклієвича (1760—1816) та Соломії Ревазівни, уродженої княжни Амілахварі (1766—1827), онук царя Грузії Іраклія II.
Дмитро народився 1803 року в грузинській царській родині вже після анексії Картлі-Кахетинського царства Російською імперією. Його батько Юлон Іраклійович був сином передостаннього царя Грузії Іраклія II та претендентом на царський престол в 1800-1804 роках. У 1805 році царевич Юлон разом з родиною, за винятком старшого сина Леона, був депортований царським урядом з Тбілісі вглиб Російської імперії. Спочатку їх поселили в Тулі, потім Юлон з сім'єю отримав дозвіл оселитися в Санкт-Петербурзі.

## Політична діяльність
У 1820 році двоюрідні брати, князі Дмитро Юлонович і Окропір Георгійович, стали основними лідерами грузинських роялістів у Санкт-Петербурзі та Москві. Вони провели зустрічі з грузинськими студентами і офіцерами в російських містах, намагаючись переконати їх, що Грузія повинна бути відновлена як незалежне царство під владою династії Багратіонів. У 1826 році Димитро допоміг заснувати таємне товариство, яке задумало ідею антиросійського повстання Грузії. Найбільш активним центром змовників був Тбілісі, столиця Грузії, де грала велику роль княжна Тамара Юлонівна Батонішвілі, старша сестра Дмитра і фрейліна імператриці. Змовники планували розпочати заколот в Тбілісі в грудні 1832 року. Але змову було розкрито через зраду князя Іасе Палавандішвілі. Учасники змови були відправлені на заслання у віддалені губернії Російської імперії на різні терміни.
Дмитро Юлонович Грузинський був позбавлений княжого титулу і відправлений на заслання до Смоленська. Потім він перейшов на російську державну службу і отримав незначний чин колезького реєстратора. 6 травня 1833 року Дмитро Юлонович отримав від російського уряду титул князя Грузинського.
У 1845 році 41-річний князь Дмитро Юлонович Грузинський помер у Санкт-Петербурзі і був похований в Олександро-Невській лаврі. Він не був одружений і не залишив після себе спадкоємців.